# Donald Harvey
Donald Harvey (Condado de Butler, Ohio, 15 de abril de 1952 — Toledo, Ohio, 30 de março de 2017), conhecido como o "Anjo da Morte", foi um assassino em série norte-americano. Donald confessou ter matado oitenta e sete pessoas. Segundo estimativas oficiais, o número de vítimas varia de 36 a 57. Em 28 de março de 2017, Donald foi encontrado espancado na prisão de Toledo, Ohio, onde cumpria várias condenações de prisão perpétua, e acabou por morrer dois dias depois devido às lesões.